# Xenophrys palpebralespinosa
Xenophrys palpebralespinosa és una espècie d'amfibi que viu a la Xina, Vietnam i, possiblement també, a Laos.
Està amenaçada d'extinció per la pèrdua del seu hàbitat natural.